# Norbert Eyck
Norbert Eyck (* 11. April 1953 in Berlin) ist ein deutscher Politiker der CDU.

## Leben
Nach dem Besuch der Polytechnischen Oberschule absolvierte Eyck 1971 die Ausbildung zum Koch. In diesem Beruf war er in verschiedenen Städten tätig, unter anderem auch im Roten Rathaus, dem Amtssitz des Ost-Berliner Oberbürgermeisters, später stieg er zum Küchenchef auf. Von 1987 bis 1989 führte er als Gastwirt ein eigenes Restaurant. Danach war er als Vertreter der Brauerei Brau und Brunnen tätig. Ab 1996 wechselte Eyck in den Vertriebsbereich und arbeitete zum Beispiel als Betriebs- und Verkaufsleiter und als Geschäftsführer. Momentan ist er bei einer Projektgesellschaft und einer Grundbesitzgesellschaft eingestellt.
Eyck trat 1989 in die CDU ein. 1995 zog er in die Bezirksverordnetenversammlung Marzahn ein. Von 1997 bis 2009 amtierte er als Kreisvorsitzender der Mittelstands- und Wirtschaftsvereinigung (MIT) in Berlin-Wuthetal, danach wurde er zu deren Ehrenvorsitzenden ernannt. 1999 wurde er über die Bezirksliste in das Abgeordnetenhaus von Berlin gewählt, dem er eine Wahlperiode lang bis 2001 angehörte. In dieser Zeit war er dort Vorsitzender des Ausschusses für Arbeit, berufliche Bildung und Frauen. Von 2001 bis 2004 amtierte er als Vorsitzender des CDU-Ortsvereins Biesdorf, von 2009 bis 2011 hatte er dieses Amt im Ortsverein Alt-Marzahn inne. Von 2006 bis 2011 gehörte Eyck erneut der BVV an, nunmehr im Bezirk Marzahn-Hellersdorf, dort war er zunächst stellvertretender Fraktionsvorsitzender und später stellvertretender Vorsteher. Darüber hinaus hatte er noch weitere Posten in der CDU und der MIT inne. Zuletzt gehörte  dem Ortsverband Heiligensee und dem Kreisverband Reinickendorf an. Seine Mitgliedschaft endete im April 2019.